# 2018 в Україні
2018 в Україні — це перелік головних подій, що відбулися у 2018 році в Україні. Також подано список відомих осіб, що померли в 2018 році. Крім того, зібрано список пам'ятних дат та ювілеїв 2018 року. З часом буде додано відомих українців, що народилися в 2018 році.

## Список пам'ятних дат 2018 року
2018 року на державному рівні відзначаються такі пам'ятні дати та ювілеї:

### Відомі події в Україні
1125 років з часу першої писемної згадки про місто Ужгород (893);
1120 років з часу першої писемної згадки про місто Галич (нині — Івано-Франківської області) (898);
1030 років з часу хрещення Київської Русі (988);
1000 років з дня першого богослужіння у Софійському соборі в місті Києві (24.05.1018);
650 років з часу надання Магдебурзького права місту Судовій Вишні (нині — Львівської області) (1368);
625 років з часу надання Магдебурзького права місту Жидачеву (нині — Львівської області) (1393);
500 років з часу надання Магдебурзького права місту Ковелю (нині — Волинської області) (1518);
400 років з часу походу гетьмана Петра Конашевича-Сагайдачного на Москву (1618);
370 років з часу битви під Жовтими Водами (29.04.1648-16.05.1648);
350 років з часу проголошення Петра Дорошенка гетьманом всієї України (1668);
250 років з часу початку Коліївщини — повстання на Правобережній Україні (травень 1768);
250 років з часу відкриття у місті Києві музичної школи — першого професійного навчального закладу в місті (1768);
220 років з часу заснування комунального закладу «Дніпропетровська обласна клінічна лікарня ім. І. І. Мечникова» (1798);
150 років з часу заснування міста Краматорська (нині — Донецької області) (1868);
150 років з часу заснування Київського інституту музики ім. Р. М. Глієра (1868);
150 років з дня заснування у місті Львові культурно-освітньої громадської організації «Просвіта» (20.12.1868);
125 років з часу виходу першої в США україномовної газети «Свобода» (1893);
125 років з часу відкриття Трипільської археологічної культури в Україні (1893);
125 років з часу заснування Львівського історичного музею (1893);
120 років з часу заснування Національного університету біоресурсів і природокористування України (травень 1898);
100 років з часу запровадження в обіг перших поштових марок Української Народної Республіки (УНР) та Західноукраїнської Народної Республіки (ЗУНР) (1918);
100 років з часу заснування Національного заслуженого академічного симфонічного оркестру України (1918);
100 років з часу створення Кобзарського хору (нині — Національна заслужена капела бандуристів України ім. Г. І. Майбороди) (1918);
100 років з часу заснування Державного драматичного театру в місті Києві (нині — Дніпровський академічний український музично-драматичний театр імені Тараса Шевченка) (1918);
100 років з дня ухвалення резолюції про об'єднання Кубанської Народної Республіки та Української Народної Республіки (20.01.1918);
100 років з дня проголошення незалежності Української Народної Республіки IV Універсалом Української Центральної Ради (22.01.1918);
100 років з дня бою на залізничній станції Крути (29.01.1918);
100 років з дня затвердження Тризуба державним гербом Української Народної Республіки (25.02.1918);
100 років з часу заснування Українського телеграфного агентства (нині — Українське національне інформаційне агентство «Укрінформ») (березень 1918);
100 років з дня ухвалення закону Української Народної Республіки про гривню — грошову одиницю Української Народної Республіки (01.03.1918);
100 років з дня створення Окремого корпусу кордонної охорони, попередника Державної прикордонної служби України (20.03.1918);
100 років з дня утворення Товариства Червоного Хреста України (18.04.1918);
100 років з дня звільнення Криму від більшовиків (22.04.1918);
100 років з дня прийняття Конституції Української Народної Республіки (29.04.1918);
100 років з дня проголошення Української Держави (Гетьманату Павла Скоропадського) (29.04.1918);
100 років з дня створення Українського військово-морського флоту (29.04.1918);
100 років з дня формування української державної служби — ухвалення закону про урочисту обітницю урядовців і суддів та присягу військових на вірність Українській Державі (30.05.1918);
100 років з дня заснування Дніпровського національного університету імені Олеся Гончара (20.08.1918);
100 років з дня заснування Одеського національного політехнічного університету (18.09.1918);
100 років з часу заснування Національної медичної академії післядипломної освіти імені П. Л. Шупика (жовтень 1918);
100 років з дня відкриття Кам'янець-Подільського державного українського університету (22.10.1918);
100 років з часу заснування Національної бібліотеки Української Держави (нині — Національна бібліотека України імені В. І. Вернадського НАН України) (листопад 1918);
100 років з часу утворення у складі Міністерства земельних справ комітетів — вченого і сільськогосподарської освіти (нині — Національна академія аграрних наук України) (листопад 1918);
100 років з дня Листопадового чину — повстання у місті Львові та проголошення Західноукраїнської Народної Республіки (01.11.1918);
100 років з дня організації Буковинського віче — народних зборів у місті Чернівці, результатом яких стало проголошення возз'єднання Північної Буковини із Західноукраїнською Народною Республікою та подальша Злука з Українською Народною Республікою (03.11.1918);
100 років з дня завершення Першої світової війни (11.11.1918);
100 років з дня заснування Української академії наук (нині — Національна академія наук України) (27.11.1918);
100 років з дня підписання Передвступного договору між Українською Народною Республікою та Західноукраїнською Народною Республікою (01.12.1918);
80 років з дня заснування Центральних республіканських майстерень з реставрації цінних музейних експонатів (нині — Національний науково-дослідний реставраційний центр України) (27.06.1938);
80 років з часу заснування Київського державного інституту декоративно-прикладного мистецтва і дизайну імені Михайла Бойчука (жовтень 1938);
75 років з часу створення Національного заслуженого академічного українського народного хору України ім. Г. Г. Верьовки (1943);
75 років з дня вигнання нацистів з міста Запоріжжя (14.10.1943);
75 років з дня вигнання нацистів з міста Дніпропетровська (нині — місто Дніпро) (25.10.1943);
75 років з дня вигнання нацистів з міста Києва (06.11.1943);
50 років з часу утворення Київського національного університету культури і мистецтв (1968);
50 років з часу утворення Запорізького державного медичного університету (1968).

### Видатні люди
1040 років з часу народження Ярослава Мудрого (978—1054), Великого князя Київської Русі;
440 років з часу народження Максима (Мелетія) Смотрицького (1578—1633), філософа, просвітника, письменника, церковного і освітнього діяча;
270 років з часу народження Олександра Шумлянського (1748—1791), лікаря, ученого;
210 років з часу народження Віктора Забіли (1808—1869), поета.

#### Січень
3 січня — 150 років з дня народження Миколи Чернявського (1868—1938), поета, педагога, репресованого;
6 січня — 120 років з дня народження Володимира Сосюри (1898—1965), поета;
6 січня — 80 років з дня народження Василя Стуса (1938—1985), поета, перекладача, політв'язня радянського режиму, правозахисника, члена Української гельсінської групи, Героя України;
8 січня — 140 років з дня народження Володимира Старосольського (1878—1942), громадського і політичного діяча, соціолога, юриста;
8 січня — 130 років з дня народження Гната Юри (1888—1966), актора, режисера, народного артиста СРСР;
10 січня — 180 років з дня народження Григорія Воробкевича (1838—1884), поета;
10 січня — 140 років з дня народження Бориса Палія-Неїла (1878—1956), генерал-хорунжого Армії УНР;
11 січня — 100 років з дня народження Григорія Жученка (псевдонім — Яр Славутич) (1918—2011), поета, перекладача, філолога, видавця;
11 січня — 170 років з дня народження Василя Нагірного (1848—1921), архітектора;
12 січня — 140 років з дня народження Гната Хоткевича (1878—1938), письменника, історика, бандуриста, композитора, мистецтвознавця, етнографа, педагога, громадського і політичного діяча, репресованого;
14 січня — 120 років з дня народження Юрія Горліса-Горського (справжнє прізвище — Городянин-Лісовський) (1898—1946), письменника, військового і громадського діяча;
18 січня — 140 років з дня народження Олександра Шайбле (1878—1919), військового діяча, генерал-хорунжого Армії УНР;
20 січня — 100 років з дня народження Олександра Шалімова (1918—2006), хірурга, вченого, одного із засновників української хірургічної школи, Героя України, Героя Соціалістичної Праці, голови постійної комісії Верховної Ради УРСР з охорони здоров'я та соціального забезпечення;
28 січня — 80 років з дня народження Леоніда Юзькова (1938—1995), правознавця, вченого, голови Конституційного Суду України;
29 січня — 100 років з дня народження Петра Богача (1918—1981), фізіолога, біолога;
30 січня — 150 років з дня народження В'ячеслава Будзиновського (1868—1935), письменника, історика;
30 січня — 120 років з дня народження Симона Наріжного (1898—1983), історика, бібліографа;
31 січня — 80 років з дня народження Віталія Калиниченка (1938—2017), економіста, політв'язня радянського режиму, члена Української гельсінської групи.

#### Лютий
2 лютого — 100 років з дня народження Ізраїля Гольдштейна (1918—2003), кінооператора, режисера-кінодокументаліста, народного артиста України;
3 лютого — 100 років з дня народження Любові Забашти (1918—1990), поетеси;
5 лютого — 150 років з дня народження Миколи Коваля-Медзвецького (1868—1929), українського військового діяча, генерал-поручника Армії УНР;
7 лютого — 120 років з дня народження Льва Окіншевича (1898—1980), історика, українознавця, юриста, бібліографа;
10 лютого — 120 років з дня народження Костянтина Пестушка (1898—1921), отамана Степової дивізії, головного отамана Холодного Яру;
12 лютого — 200 років з дня народження Василя Штернберга (1818—1845), художника;
17 лютого — 110 років з дня народження Олекси Влизька (1908—1934), поета;
20 лютого — 130 років з дня народження Василя Барвінського (1888—1963), композитора, диригента, педагога;
22 лютого — 80 років з дня народження Олександра Григоренка (1938—1962), поета, шістдесятника, політв'язня радянського режиму;
23 лютого — 260 років з дня народження Василя Капніста (1758—1823), поета, драматурга, громадського і політичного діяча;
23 лютого — 140 років з дня народження Казимира Малевича (1878—1935), художника, педагога;
28 лютого — 90 років з дня народження Марії Папірник-Буряк (1928—2005), підпільниці ОУН, учасниці Кенгірського повстання політв'язнів;
28 лютого — 80 років з дня народження Стефана Турчака (1938—1988), диригента, педагога, народного артиста СРСР, Героя Соціалістичної Праці.

#### Березень
1 березня — 160 років з дня народження Павла Тутковського (1858—1930), географа, геолога, педагога, одного із засновників української геологічної школи;
1 березня — 80 років з дня народження Борислава Брондукова (1938—2004), кіноактора, народного артиста України;
3 березня — 130 років з дня народження Наталени Королевої (справжнє прізвище — Дунін-Борковська) (1888—1966), письменниці, художниці, актриси, археолога;
3 березня — 130 років з дня народження Левка (Льва) Чикаленка (1888—1965), громадського і політичного діяча, археолога;
9 березня — 110 років з дня народження Тараса Бульби-Боровця (1908—1981), військового і політичного діяча, засновника «Поліської Січі»;
10 березня — 100 років з дня народження Авраама Мілецького (1918—2004), архітектора;
13 березня — 130 років з дня народження Антона Макаренка (1888—1939), педагога, письменника;
23 березня — 110 років з дня народження Архипа Люльки (1908—1984), конструктора авіаційних двигунів;
28 березня — 120 років з дня народження Миколи Сціборського (1898—1941), теоретика українського націоналізму, діяча УНР, УВО, одного із засновників ОУН;
29 березня — 290 років з дня народження Кирила Розумовського (1728—1803), державного і політичного діяча, останнього гетьмана України;
30 березня — 100 років з дня народження Олеся (Олексія) Жолдака (1918—2000), поета, сатирика, сценариста, перекладача.

#### Квітень
3 квітня — 110 років з дня народження Степана Олійника (1908—1982), поета-гумориста, сатирика, журналіста;
3 квітня — 100 років з дня народження Олеся (Олександра) Гончара (1918—1995), письменника, літературного критика, громадського діяча, Героя України, Героя Соціалістичної Праці;
4 квітня — 150 років з дня народження Льва Семполовського (1868—1960), селекціонера;
7 квітня — 80 років з дня народження Михайла Зубця (1938—2014), вченого в галузі аграрних наук, громадського і політичного діяча, народного депутата України четвертого — шостого скликань;
10 квітня — 120 років з дня народження Степана Скрипника (Мстислава) (1898—1993), патріарха Київського і всієї Руси-України;
12 квітня — 130 років з дня народження Генріха Нейгауза (1888—1964), піаніста, педагога;
14 квітня — 130 років з дня народження Леоніда Булаховського (1888—1961), мовознавця, педагога;
14 квітня — 130 років з дня народження Володимира Нарбута (1888—1938), поета, літературознавця;
18 квітня — 130 років з дня народження Івана Хворостецького (1888—1958), художника;
18 квітня — 110 років з дня народження Василя Івахіва (1908—1943), командира УПА на Волині, підполковника УПА;
23 квітня — 140 років з дня народження Григорія Ващенка (1878—1967), педагога, психолога;
24 квітня — 100 років з дня народження Богдани Світлик-Литвинко (1918—1948), письменниці, підпільниці ОУН;
28 квітня — 150 років з дня народження Георгія Вороного (1868—1908), вченого, математика;
30 квітня — 170 років з дня народження Олександри Єфименко (1848—1918), вченого, історика, етнографа.

#### Травень
1 травня — 120 років з дня народження Єгора Мовчана (1898—1968), кобзаря;
4 травня — 130 років з дня народження Миколи Грінченка (1888—1942), музикознавця, фольклориста;
5 травня — 190 років з дня народження Ганни Барвінок (справжнє ім'я та прізвище — Олександра Білозерська-Куліш) (1828—1911), письменниці;
6 травня — 230 років з дня народження Дмитра Княжевича (1788—1844), освітнього діяча;
10 травня — 170 років з дня народження Миколи Чирвинського (1848—1920), зоотехніка, одного з основоположників зоотехнічної науки;
14 травня — 130 років з дня народження Миколи Вілінського (1888—1956), композитора, педагога, заслуженого діяча мистецтв УРСР;
17 травня — 110 років з дня народження Валентини Драбати (1908—1983), педагога, активістки правозахисного руху;
27 травня — 180 років з дня народження Михайла Владимирського-Буданова (1838—1916), історика;
29 травня — 140 років з дня народження Петра Карманського (1878—1956), поета, перекладача.

#### Червень
2 червня — 90 років з дня народження Леопольда Ященка (1928—2016), музикознавця, фольклориста, хорового диригента, композитора, керівника хору «Гомін»;
3 червня — 90 років з дня народження Костянтина Степанкова (справжнє прізвище — Волощук) (1928—2004), актора театру і кіно, педагога, народного артиста СРСР;
8 червня — 200 років з дня народження Олександра Корсуна (1818—1891), поета, видавця;
8 червня — 100 років з дня народження Володимира Булаєнка (1918—1944), поета, учасника Другої світової війни;
9 червня — 140 років з дня народження Івана Мар'яненка (справжнє прізвище — Петлішенко) (1878—1962), актора, режисера, педагога, народного артиста СРСР;
9 червня — 130 років з дня народження Олександра Яната (1888—1938), ботаніка, агронома;
18 червня — 100 років з дня народження Михайла Дейгена (1918—1977), фізика;
18 червня — 90 років з дня народження Сергія Плачинди (1928—2013), письменника, публіциста.

#### Липень
4 липня — 60 років з дня народження Ігоря Римарука (1958—2008), поета;
7 липня — 140 років з дня народження Івана Кучугури-Кучеренка (1878—1937), кобзаря, громадського діяча;
7 липня — 90 років з дня народження Ірини Заславської (1928—1976), фізика, математика, художниці, активістки правозахисного руху;
8 липня — 80 років з дня народження Леся (Леоніда) Танюка (1938—2016), режисера театру і кіно, письменника, перекладача, мистецтвознавця, громадського і політичного діяча, народного артиста України, народного депутата України першого — п'ятого скликань, голови Комітету Верховної Ради України з питань культури і духовності, голови Всеукраїнського товариства «Меморіал» імені Василя Стуса, голови Національної спілки театральних діячів України;
16 липня — 110 років з дня народження Василя Барки (1908—2003), письменника, літературознавця, перекладача;
18 липня — 190 років з дня народження Івана Стрельбицького (1828—1900), картографа, геодезиста;
25 липня — 90 років з дня народження Юлії Ткаченко (1928—2008), актриси, народної артистки України.

#### Серпень
2 серпня — 130 років з дня народження Костя Буревія (1888—1934), поета, письменника, літературознавця, літературного критика, драматурга, театрознавця, перекладача, громадського діяча, репресованого;
4 серпня — 140 років з дня народження Антіна Крушельницького (1878—1937), письменника, літературознавця, літературного критика, журналіста, громадського і державного діяча, міністра освіти УНР;
13 серпня — 120 років з дня народження Володимира Заболотного (1898—1962), архітектора, засновника і президента Академії архітектури України;
15 серпня — 190 років з дня народження Степана Пономарьова (1828—1913), філолога, бібліографа;
17 серпня — 50 років з дня народження Андрія Кузьменка (псевдонім — Кузьма) (1968—2015), музиканта, співака, продюсера, актора;
24 серпня — 150 років з дня народження Максима Славинського (1868—1945), громадського і політичного діяча, поета, дипломата, публіциста;
24 серпня — 120 років з дня народження Олександра Горського (1898—1983), організатора кіновиробництва, директора Ялтинської, Київської та Одеської кіностудій, директора студії кіноактора Київської кіностудії художніх фільмів імені О. П. Довженка;
28 серпня — 100 років з дня народження Олени Яблонської (1918—2009), художниці, графіка;
29 серпня — 150 років з дня народження Людмили Старицької-Черняхівської (1868—1941), письменниці, громадської діячки, драматурга, перекладача, театрознавця, літературознавця;
29 серпня — 130 років з дня народження Олександра Петлюри (1888—1951), військового діяча, полковника Армії УНР.

#### Вересень
1 вересня — 100 років з дня народження Ігоря Качуровського (1918—2013), письменника, перекладача, літературознавця, педагога, журналіста;
2 вересня — 110 років з дня народження Валентина Глушка (1908—1989), інженера, вченого в галузі ракетно-космічної техніки, основоположника рідинного ракетного двигунобудування;
4 вересня — 140 років з дня народження Федора Крижанівського (1878—1938), громадського і політичного діяча, організатора кооперативного руху;
6 вересня — 90 років з дня народження Миколи Ярмаченка (1928—2010), педагога, засновника і першого президента Національної академії педагогічних наук України;
7 вересня — 90 років з дня народження Ігоря-Ореста Богачевського (1928—2010), фізика, конструктора космічних кораблів;
8 вересня — 120 років з дня народження Наталії Ужвій (1898—1986), актриси, народної артистки СРСР, голови Українського театрального товариства;
10 вересня — 100 років з дня народження Ольги Авілової (1918—2009), лікаря-пульмонолога, хірурга;
15 вересня — 100 років з дня народження Євгена Стахіва (1918—2014), громадського і політичного діяча;
20 вересня — 80 років з дня народження Наталії Лотоцької (1938—2007), актриси театру та кіно, народної артистки України;
25 вересня — 80 років з дня народження Ігоря Ґерети (1938—2002), археолога, мистецтвознавця, історика, поета, педагога, громадського і політичного діяча, заслуженого діяча мистецтв України;
28 вересня — 100 років з дня народження Василя Сухомлинського (1918—1970), педагога, письменника, публіциста;
30 вересня — 110 років з дня народження Давида Ойстраха (1908—1974), скрипаля, диригента, педагога.

#### Жовтень
1 жовтня — 160 років з дня народження Адріана Кащенка (1858—1921), етнографа, письменника;
4 жовтня — 150 років з дня народження Кирила Студинського (1868—1941), філолога-славіста, літературознавця, письменника, громадського діяча;
7 жовтня — 90 років з дня народження Івана Горбаня (1928—2000), науковця у галузі фізичної оптики, одного із засновників Українського фізичного товариства;
14 жовтня — 100 років з дня народження Пелагеї Стельмащук-Шмигельської (1918—1999), учасниці підпілля ОУН, зв'язкової УПА;
15 жовтня — 75 років з дня народження Андрія Антонюка (1943—2013), художника;
18 жовтня — 150 років з дня народження Євгенії Ярошинської (1868—1904), письменниці, перекладача, етнографа, педагога, громадського діяча;
25 жовтня — 140 років з дня народження Костянтина Лебединцева (1878—1925), вченого, математика;
28 жовтня — 80 років з дня народження Лідії Гук (1938—2011), лікаря, політв'язня радянського режиму;
31 жовтня — 80 років з дня народження Леоніда Череватенка (1938—2014), поета, літературознавця, перекладача, кіносценариста, кінокритика.

#### Листопад
3 листопада — 120 років з дня народження Дмитра Фальківського (1898—1934), письменника, сценариста;
5 листопада — 80 років з дня народження Стефанії Шабатури (1938—2014), художниці, політв'язня радянського режиму, члена Української гельсінської групи;
8 листопада — 100 років з дня народження Дмитра Прилюка (1918—1987), журналіста, письменника, публіциста, вченого, педагога, засновника українського журналістикознавства;
8 листопада — 90 років з дня народження Леоніда Тарабаринова (1928—2008), актора, педагога, народного артиста України;
10 листопада — 140 років з дня народження Віктора Куща (1878—1942), військового діяча, генерал-хорунжого Армії УНР;
12 листопада — 210 років з дня народження Осипа Бодянського (1808—1877), філолога, історика, фольклориста, перекладача, видавця;
16 листопада — 150 років з дня народження Богдана Кістяківського (1868—1920), правознавця, громадського діяча, філософа;
17 листопада — 110 років з дня народження Григорія Кочура (1908—1994), поета, перекладача;
18 листопада — 100 років з дня народження Михайла Масютка (1918—2001), письменника, політв'язня радянського режиму;
24 листопада — 120 років з дня народження Миколи Кричевського (1898—1961), художника, графіка, театрального декоратора;
24 листопада — 100 років з дня народження Юліана Ковальського (1918—1943), військового і політичного діяча, сотника УПА;
25 листопада — 180 років з дня народження Івана Нечуя-Левицького (1838—1918), письменника, етнографа, фольклориста, педагога;
29 листопада — 240 років з дня народження Григорія Квітки-Основ'яненка (1778—1843), письменника, громадського діяча.

#### Грудень
1 грудня — 100 років з дня народження Платона Майбороди (1918—1989), композитора;
5 грудня — 140 років з дня народження Олександра Олеся (справжнє ім'я та прізвище — Олександр Кандиба) (1878—1944), поета, драматурга, громадського діяча;
7 грудня — 130 років з дня народження Левка (Льва) Лепкого (1888—1971), письменника, видавця, редактора, композитора, художника;
8 грудня — 140 років з дня народження Михайла Омеляновича-Павленка (1878—1952), військового діяча, генерал-полковника Армії УНР;
12 грудня — 90 років з дня народження Леоніда Бикова (1928—1979), актора театру і кіно, режисера, сценариста, народного артиста УРСР;
13 грудня — 90 років з дня народження Євгена Сверстюка (1928—2014), літературного критика, перекладача, публіциста, філософа, педагога, політв'язня радянського режиму, громадського і релігійного діяча;
17 грудня — 110 років з дня народження Юрія Шевельова (1908—2002), вченого-славіста, мовознавця, літературознавця, педагога;
23 грудня — 140 років з дня народження Степана Тимошенка (1878—1972), вченого у галузі механіки;
23 грудня — 120 років з дня народження Федора Артеменка (1898—1922), військового діяча, полковника Армії УНР;
25 грудня — 170 років з дня народження Ореста Левицького (1848—1922), історика, археографа, архівіста, етнографа, літературознавця, письменника, академіка Української академії наук;
26 грудня — 120 років з дня народження Євгена Плужника (1898—1936), поета, перекладача, драматурга, репресованого.

### Дні пам'яті
310 років з дня Батуринської трагедії (02.11.1708);
100 років з дня початку «червоного терору» — злочинної репресивної політики комуністичного режиму (05.09.1918);
85-ті роковини Голодомору 1932—1933 років в Україні (день пам'яті — 24.11.2018);
75 років з часу Корюківської трагедії (01-02.03.1943, день пам'яті — 01.03.2018).

## Події

### Січень
- 1 січня
  - Запроваджено фіксацію біометричних даних іноземців та осіб без громадянства з 70 держав, у тому числі Російської Федерації, на державному кордоні України[2].
  - З цього дня 5 % коштів Дорожнього фонду мають спрямовувати на забезпечення безпеки дорожнього руху. Також відбудеться децентралізація Укравтодору, 120 тис. км доріг загального користування місцевого значення буде передано в управління облдержадміністрацій.[3]
  - У Київській області знайдено вбитою правозахисницю Ірину Ноздровську[4].
- 18 січня — Верховна Рада України ухвалила в другому читанні та в цілому Закон про деокупацію Донбасу[5][6]
- 19 січня — в Україні через заметіль без світла залишилося майже 800 населених пунктів у восьми областях[7].
- 20 січня — У Кабулі внаслідок нападу терористів на готель загинули 43 особи, серед яких 7 громадян України.[8]
- 22 січня — по всій країні стартувала монетизація субсидій за послуги ЖКХ[9].

### Лютий
- 8 лютого — Палата представників Конгресу США схвалила законопроєкт про підтримку кібербезпеки України[10].
- 12 лютого — влада України примусово повернула Міхеіла Саакашвілі в Польщу за процедурою реадмісії[11].
- 18 лютого — Олександр Абраменко здобув першу золоту медаль для України на Олімпійських іграх у Пхьончхані у змаганнях із фристайлу[12].
- 20 лютого — у Кривому Розі зафіксували землетрус магнітудою 3,2 бала[13].
- 21 лютого — Станіслава Шевчука обрано головою Конституційного Суду України[14].
- 23 лютого — «Укрзалізниця» та американська корпорація General Electric підписали семирічний контракт на мільярд доларів на поставку локомотивів та тепловозів[15].
- 24 лютого — переможцем українського відбору пісенного конкурсу Євробачення став MELOVIN, який виступить на 63-му пісенному конкурсі «Євробачення»-2018 в Португалії з піснею Under The Ladder[16].
- 26 лютого — церемонія нагородження переможців сьомої щорічної української музичної премії YUNA 2018[17].
- 28 лютого:
  - Конституційний Суд України визнав Закон України «Про засади державної мовної політики» неконституційним, через що він втратив чинність[18].
  - Стокгольмський арбітраж задовольнив вимоги Нафтогазу щодо компенсації за недопоставлені Газпромом обсяги газу для транзиту. За рішенням Стокгольмського арбітражу, Нафтогаз домігся компенсації у сумі 4,63 млрд доларів за недопоставку Газпромом погоджених обсягів газу для транзиту. За результатами двох арбітражних проваджень у Стокгольмі Газпром має сплатити 2,56 млрд доларів на користь Нафтогазу.[19]

### Березень
- 1 березня:
  - Верховна Рада України ухвалила в першому читанні проєкт закону «Про Вищий антикорупційний суд України»[20].
  - Газові конфлікти між Росією й Україною: Газпром в односторонньому порядку заявив про припинення постачання газу для Нафтогазу[21].
- 2 березня — Кабінет Міністрів України на п'ять діб запровадив національний план дій для недопущення кризової ситуації в енергетиці через відмову газопостачання російським «Газпромом», що включають переведення генеруючих компаній з газу на мазут та припинення роботи навчальних закладів[22].
- 8 березня — Володимир Рубан, керівник Центру визволення полонених, був затриманий на КПВВ Майорське під час спроби незаконного перевезення зброї та боєприпасів із зони проведення АТО[23].
- 10 березня — НАТО визнало за Україною статус країни-аспіранта на шляху до приєднання до альянсу[24].
- 13 березня — Верховна рада України прийняла закон № 7161 "Про внесення зміни до Закону України «Про реабілітацію інвалідів України» щодо встановлення групи інвалідності учасникам антитерористичної операції (АТО)[25]
- 14 березня — НБУ презентував нові монети номіналом 2, 5 і 10 гривень і оголосив про припинення карбування мілких монет[26].
- 15 березня:
  - Верховна Рада України звільнила з посади голови Національного банку України Валерію Гонтареву та призначила Якова Смолія[27].
  - Президент України Петро Порошенко підписав зміни до закону «Про соціальний і правовий захист військовослужбовців та членів їх сімей» щодо усунення соціальної несправедливості в наданні військовим права на отримання грошової компенсації за найм жилого приміщення[28]
- 16 березня — Президент України Петро Порошенко призначив Сергія Наєва командувачем Об'єднаного штабу ЗСУ, створеного на зміну Штабу АТО[29].
- 20 березня — Україна й Катар підписали угоду про безвізовий режим[30].
- 22 березня:
  - Верховна Рада надала згоду на зняття депутатської недоторканності, затримання й арешт Надії Савченко, після чого слідчі СБУ в приміщенні Верховної Ради затримали її[31].
  - За даними Державної служби статистики України ВВП України 2017 року зріс на 2,5 %[32].
- 26 березня — 26-та церемонія вручення нагород премії «Київська пектораль»[33].
- 30 березня — lifecell і Vodafone запустили зв'язок 4G[34].

### Квітень
- 1 квітня — початок офіційної національної кампанії з вибору сімейного лікаря в рамках медичної реформи[35].
- 3 квітня — Верховна Рада відхилила президентський законопроєкт № 6674 і депутатський законопроєкт № 6271, якими пропонувалося скасувати е-декларування для громадських активістів.[36]
- 12 квітня:
  - У Києві фахівці Національного реєстру рекордів зафіксували рекорд зі стрибків на скакалці, який встановили 1832 учасниці[37]
  - Телеканал UATV розпочав мовлення у тестовому режимі на окуповані території Луганської області.[38]
- 14 квітня — терористи самопроголошеної «ДНР» почали затоплення шахти «Юнком» (Єнакієво), де 16 вересня 1979 року був проведений ядерний вибух.[39]
- 17 квітня — у результаті ДТП у м. Кривий Ріг за участі легкового автомобіля, мікроавтобуса та автобуса 9 людей загинуло, ще 21 — травмовано[40].
- 19 квітня — Верховна Рада України підтримала звернення Президента до архієпископа Константинополя, Вселенського патріарха Варфоломія із проханням видати Томос щодо автокефалії православної церкви в Україні[41].
- 20 квітня — друга церемонія вручення кінопремії «Золота дзиґа» Української кіноакадемії[42].
- 30 квітня
  - На Донбасі замість АТО розпочалася Операція об'єднаних сил[43].
  - Україна отримала від США протитанкові ракетні комплекси «Джевелін» (Javelin)[44]

### Травень
- 1 травня — в Українській баскетбольній суперлізі сезону 2017—2018 за результатами плей-оф Черкаські мавпи вперше в історії виграли золоті медалі[45].
- 8 травня:
  - Президенти України Леонід Кравчук, Леонід Кучма та Віктор Ющенко підписали Звернення до українського народу, віруючих України щодо надання Томосу про автокефалію Православної Церкви України[46].
  - Унаслідок масового отруєння в Черкасах постраждало понад 90 осіб, в основному дітей однієї школи[47].
- 9 травня:
  - 18 українських компаній і одна фізична особа виграли арбітраж у Гаазі проти Росії через майно в анексованому Криму на загальну суму понад 140 млн доларів США[48].
  - Донецький Шахтар переміг київське Динамо у фіналі кубка України з футболу та завоювали титул у 12-й раз[49].
- 13 травня — донецький Шахтар став чемпіоном України з футболу в 11-й раз[50].
- 15 травня — в анексованому Криму відкрито міст через Керченську протоку[51].
- 19 травня — Президент України Петро Порошенко підписав указ про остаточне припинення участі України в роботі статутних органів Співдружності Незалежних Держав (СНД)[52][53].
- 20 травня — Еліна Світоліна виграла престижний тенісний турнір WTA Premier у Римі, обігравши першу ракетку світу Симону Халеп, і встановила національний рекорд за кількістю виграних турнірів[54].
- 22 травня — Національна поліція України повідомила про масштабну спецоперацію у справі про договірні матчі в українському футболі. Під підозрою 35 клубів; задокументовано, як мінімум, 57 епізодів злочинів, до яких причетні більше 328 осіб[55].
- 24 травня — урочисто відкрито Бескидський тунель, що розширює залізничний транспортний коридор між Україною та Італією[56].
- 26 травня:
  - Реал Мадрид переміг Ліверпуль у фіналі розіграшу Ліги чемпіонів УЄФА 2017—2018 на НСК «Олімпійський» та здобув титул утретє поспіль[57].
  - Українець Олег Омельчук встановив світовий рекорд у кульовій стрільбі з малокаліберного пістолета на дистанції 10 метрів[58].
- 29 травня — у Києві СБУ провела операцію із запобігання замаху на опозиційного російського журналіста Аркадія Бабченка[59].
- 31 травня — Президент Петро Порошенко підписав Указ, яким проголосив 2018—2028 роки десятиліттям української мови[60][61].

### Червень
- 3 червня — головний приз 47-го Київського міжнародного кінофестивалю «Молодість» отримав литовсько-польський фільм режисера Андріуса Блажевічюса «Святий»[62].
- 4 червня — російський суд засудив українського журналіста Романа Сущенка до 12 років ув'язнення[63].
- 7 червня — Верховна Рада України ухвалила закон про Вищий антикорупційний суд[64].
- 11 червня — Віталій Кличко першим з громадян України включений до Міжнародної зали боксерської слави[65].
- 26 червня — Христина Погранична на 10-му Міжнародному турнірі з художньої гімнастики в Туреччині здобула п'ять золотих медалей[66].

### Липень
- 1 липня — в Україні вступила в дію нова медреформа та eHealth — інформаційно-телекомунікаційна система[67].
- 2 липня — український плавець Андрій Говоров на змаганнях «Sette Colli Trophy» в Римі встановив світовий рекорд на дистанції 50 метрів батерфляєм[68].
- 4 — 8 липня — у Києві, в Національному експоцентрі України пройшов фестиваль Atlas Weekend 2018 — один з найбільших музичних фестивалів України[69].
- 5 липня — Генеральна прокуратура України заборонила будувати Музей Революції Гідності на вулиці Інститутській[70].
- 6 липня — 60-річчя Національного експоцентру України.
- 9 липня — саміт Україна — ЄС у Брюсселі, Україна та Європейський інвестиційний банк під час саміту підписали угоду про виділення позики на EUR75 млн для реалізації проєкту «Підвищення безпеки автомобільних доріг у містах України».[71]
- 21 липня:
  - Український боксер Олександр Усик переміг росіянина Мурата Гассієва у фіналі Всесвітньої боксерської суперсерії, став абсолютним чемпіоном світу у першій важкій вазі (до 90,7 кг), завоювавши пояси WBC, WBO, WBA, IBF, The Ring та Трофей Мохаммеда Алі[72].
  - Київське «Динамо» перемогло донецький «Шахтар» у матчі за Суперкубок України з футболу та здобуло титул ушосте[73].
  - Гран-прі Одеського міжнародного кінофестивалю здобула стрічка «Кришталь» режисерки Дар'ї Жук.[74]
- 22 липня — на 20-му[en] чемпіонаті світу[en] з підводного плавання, що завершився у сербському Белграді, українські спортсмени посіли 3-е загалькомандне місце, завоювавши 14 медалей: 6 золотих, 5 срібних та 3 бронзових[75].
- 31 липня — російська мова рішенням суду втратила статус регіональної в Миколаївській області[76][77].

### Серпень
- 10 серпня — розгорівся скандал, через те, що режисери фільму «Птах душі» ухвалили рішення вирізати зі стрічки епізод із судом над Василем Стусом через обмеження хронометражу, де фігурує відомий український політик Віктор Медведчук, що був адвокатом поета у 1985 році[78].
- 18 серпня — у Київському торговому центрі Lavina Mall відкрився перший в Україні магазин H&M[79].
- 23 серпня — День Державного Прапора України. Відбулися святкові заходи в Україні та за її межами. З нагоди свята у м. Дніпро Президент України Петро Порошенко підняв найбільший національний стяг — 12х18 метрів[80].
- 24 серпня — День Незалежності України, в Києві відбувся військовий парад з цієї нагоди[81].
- 29 серпня — під посольством Російської Федерації у Києві встановили 366 білих хрестів в знак пам'яті про жертв Іловайської трагедії[82].
- 31 серпня — лідер терористичної організації ДНР Олександр Захарченко загинув в результаті вибуху у ресторані в центрі Донецька[83].

### Вересень
- 1 вересня:
  - Стартувала реформа загальноосвітньої школи — «Нова українська школа», яка передбачає перехід на 12-річну середню освіту, поділену на три рівні[84][85].
  - На більшій частині України вимкнули аналогове телебачення[86].
  - У Миколаєві вбили українського вченого, дослідника Голодомору Миколу Шитюка[87].
  - Кожна сім'я в Україні при народженні дитини отримає спеціальний «бебі-бокс», орієнтовною вартістю 5 тис. гривень[88].
- 4 вересня — викид хімічної речовини в кримському Армянську спричинив значне забруднення довкілля[89].
- 20 вересня:
  - Верховна Рада України оновила склад ЦВК. Попередній склад мали оновити ще 4 роки тому[90].
  - Українська модель Вероніка Дідусенко перемогла в конкурсі «Міс Україна 2018»[91].
  - 17-річна українка Дар'я Білодід перемогла на чемпіонаті світу із дзюдо та стала наймолодшою чемпіонкою світу серед дорослих[92].
- 25 вересня — 205 населених пунктів України знеструмлено через негоду у 7 областях: Житомирська — 91 населений пункт, Київська — 54, Волинська — 23, Рівненська — 21, Одеська — 12, Сумська — 2 та Кіровоградська — 2[93].
- 26 вересня — Україна підписала угоду про безвізовий режим з Уругваєм[94].
- 27 вересня — понад 110 людей постраждалих від отруєння водою в окупованій Макіївці[95].

### Жовтень
- 2 жовтня — МЗС України спільно з Центром стратегічних комунікацій «StratCom Ukraine» розпочало онлайн кампанію «#CorrectUA», в рамках якої звертатиметься до іноземних ЗМІ з метою коригування правопису міста Київ (#KyivNotKiev)[96].
- 4 жовтня:
  - Верховна Рада затвердила вітання «Слава Україні!» в армії та поліції[97].
  - Сенат США одностайним рішенням ухвалив резолюцію, де Голодомор визнається геноцидом українського народу[98].
- 5 жовтня:
  - Олег Сенцов припинив голодування терміном 145 днів[99].
  - На жіночій шаховій олімпіаді в Батумі збірна України здобула срібні медалі[100].
  - У Києві пройшов 56-й Конгрес Всесвітньої боксерської ради (WBC), що зібрав понад 600 учасників зі 164 країн світу та численних зірок боксу[101].
- 6 жовтня — сум'янка Іванна Клєцова здобула титул «Міні-Міс світу-талант 2018» у Греції[102].
- 8 жовтня — внаслідок пожежі на складі боєприпасів у Дружбі у Чернігівській області евакуювали 10 тисяч людей[103].
- 11 жовтня — Вселенський Патріархат скасував дію синодального листа 1686 року, який підпорядкував Київську митрополію Московському патріархату та підтримав надання автокефалії Українській православній церкві[104].
- 15 жовтня — під час міжнародних навчань «Чисте небо — 2018» у Вінницькій області зазнав катастрофи літак Повітряних Сил ЗСУ Су-27УБ, загинуло двоє пілотів: один — військовослужбовець ЗСУ, другий — Повітряних сил Національної гвардії США.[105]
- 17 жовтня — у результаті масового вбивства в політехнічному коледжі Керчі загинуло 20 осіб, поранено близько 50.[106]
- 18 жовтня — Верховна Рада України ухвалила рішення про передачу Андріївської церкви Вселенському Патріархату[107].
- 25 жовтня — Олег Сенцов був удостоєний Премії імені Андрія Сахарова за свободу думки Європарламенту[108].
- 27 жовтня — на Іграх нескорених у Сіднеї українці вибороли 20 медалей, серед яких 7 золотих, 10 срібних та 3 бронзові[109].
- 28 жовтня — тенісистка Еліна Світоліна вперше серед представників України перемогла у фіналі Підсумкового турніру з тенісу в Сінгапурі[110].

### Листопад
- 3 листопада — Президент України Петро Порошенко підписав угоду про співпрацю із Вселенським Патріархом Варфоломієм[111].
- 4 листопада — померла українська громадська активістка Катерина Гандзюк, яку 31 серпня облили кислотою[112].
- 8 листопада — Верховна Рада України ухвалила Постанову "Про відзначення на державному рівні 75-х роковин початку депортації українців із Польщі у 1944—1951 роках.[113]
- 10 листопада — Олександр Усик переміг Тоні Белью нокаутом і захистив титул абсолютного чемпіона світу[114].
- 11 листопада — вибори у ДНР та ЛНР. У Європейському Союзі, США, Японії заявили, що проведення виборів є порушенням Мінських домовленостей. Німеччина і Франція вважають вибори незаконними. У МЗС України наголосили, що вибори не будуть визнані Україною.[115].
- 13 листопада — Українська православна церква Московського партіархату відмовилася від участі у створенні Української автокефальної церкви та розірвала євхаристичні відносини з Константинопольським патріархатом[116].
- 16 листопада — український режисер Олег Сенцов став лауреатом міжнародної премії в області журналістських розслідувань і захисту прав людини в усьому світі імені Сергія Магнітського[117].
- 20 листопада — Верховна Рада України ухвалила рішення про перейменування Кіровоградської області на Кропивницьку та направила законопроєкт до Конституційного суду[118].
- 21 листопада — Федерація футболу України довічно відсторонила шістьох колишніх гравців футбольного клубу Олімпік (Донецьк) після розгляду справи про договірні матчі[119].
- 25 листопада:
  - Інцидент у Керченській протоці: російський ПСКР «Дон» здійснив таран рейдового буксира «Яни Капу» поблизу Керченської протоки під час переходу катерної групи ВМС України з Одеси до Маріуполя. Потім росіяни відкрили по групі вогонь, у результаті 3 українські судна захоплені, 23 моряка полонені, 6 із них — поранені.[120][121]
  - Протести євробляхарів: власники автомобілів з іноземною реєстрацією блокують пункти пропуску на західній ділянці кордону України[122].
- 26 листопада:
  - Міжнародний трибунал у Парижі постановив стягнути з РФ на користь Ощадбанку 1,3 млрд доларів[123].
  - Верховна Рада України після агресії прикордонних кораблів РФ у Керченській протоці проти кораблів ВМСУ затвердила запровадження воєнного стану на території 10 областей з 28 листопада 2018 року терміном на 30 діб[124].
- 28 листопада — указом Кабінету Міністрів України споруди Почаївської лаври повернуто до складу Кременецько-Почаївського заповідника[125].

### Грудень
- 1 грудня — Олександр Гвоздик переміг Адоніса Стівенсона та став чемпіоном світу з боксу у за версією WBC у напівважкій вазі[126].
- 6 грудня:
  - Верховна Рада України ухвалила закон «Про припинення дії Договору про дружбу, співробітництво і партнерство між Україною і Російською Федерацією». Законом припиняється дія згаданого договору з 1 квітня 2019 року[127].
  - Ветеранів УПА визнали учасниками бойових дій[128].
- 8 грудня — Василь Ломаченко переміг Хосе Педрасу та вперше у кар'єрі об'єднав пояси чемпіона світу за версіями WBA та WBO в легкій вазі[129].
- 10 грудня — фехтувальниця Ольга Харлан виграла загальний залік Кубка світу з фехтування на шаблях 2017—2018[130].
- 15 грудня:
  - Митрополита Переяславського і Білоцерківського Епіфанія на Об'єднавчому соборі обрано предстоятелем Православної церкви України[131].
  - Український боксер Артем Далакян захистив титул чемпіона світу за версією WBA у першій легкій вазі, здолавши Сірічаа Таєна з Таїланду[132].
- 17 грудня:
  - Генеральна Асамблея ООН схвалила резолюцію «Проблема мілітаризації Автономної Республіки Крим та м. Севастополь (Україна), а також частин Чорного і Азовського морів»[133].
  - Міжнародна федерація плавання визнала українку Єлизавету Яхно найкращою синхроністкою 2018 року[134].
- 22 грудня — ветеранів УПА, Поліської Січі та підрозділів ОУН законодавчо визнано учасниками бойових дій[135].
- 23 грудня — Президентом України Петром Порошенко підписано закон, який зобов'язує УПЦ (МП) у своїй назві зазначити приналежність до РПЦ[136].
- 29 грудня — Уряд Російської Федерації розширив санкції проти України: заборонено ввезення промтоварів, сільгосппродукції та продовольства з України, за затвердженим списком[137].
- 31 грудня — в Україні почалася президентська передвиборча кампанія[138].

## Шевченківська премія
- Література — Андієвська Емма Іванівна,
- Візуальне мистецтво — Маков Павло Миколайович,
- Публіцистика, журналістика — Плохій Сергій Миколайович,
- Музичне мистецтво — Польова Вікторія Валеріївна,
- Кіномистецтво — Тихий Володимир Вікторович, Пілунський Ярослав Леонідович, Стеценко Сергій Олександрович, Грузінов Юрій Георгійович.

## Померли
- 31 січня — Каденюк Леонід Костянтинович, 67, перший астронавт незалежної України[139].
- 10 лютого — Попович Мирослав Володимирович, 87, український філософ, академік НАН України.
- 22 лютого — Решетников Анатолій Георгійович, 94, український актор, Народний артист України (1966), лауреат Державної премії України ім. Т. Г. Шевченка (1983).
- 27 лютого:
  - Авраменко Олег Євгенович, 50, письменник-фантаст.
  - Курлін Юрій Володимирович, 88, льотчик-випробувач, Герой Радянського Союзу (1966).
- 5 березня — Чембержі Михайло Іванович, 73, український композитор, педагог, заслужений діяч мистецтв України (1993), народний артист України (1997).
- 12 березня — Олесь Терещенко, 43, заслужений журналіст України, телеведучий[140].
- 15 березня — Мамутов Валентин Карлович, 90, український учений-юрист, дійсний член НАН України.
- 19 березня — Стешенко Микола Володимирович, 90, український астрофізик, Академік Національної академії наук України (1997).
- 26 квітня — Іванюк Сергій Семенович, 66, український літературознавець, письменник, журналіст, один із відроджувачів Національного університету «Києво-Могилянська академія».
- 7 травня — Возіанов Олександр Федорович, 79, український медик, академік НАН України.
- 22 квітня — Івакін Гліб Юрійович, 71, український історик, член-кореспондент НАН України.
- 4 червня — Кантер Леонід Віленович, 36, український продюсер, режисер, мандрівник та письменник; самогубство.
- 6 червня — Муратова Кіра Георгіївна, 83, український кінорежисер, академік Національної академії мистецтв України.
- 19 червня — Драч Іван Федорович, 81, український письменник, кіномитець і громадський діяч, перший голова Народного руху України, Герой України.
- 7 липня — Левко Лук'яненко, 89, український дисидент і політик часів СРСР, письменник, політик та громадський діяч, народний депутат України, Герой України[141].
- 14 серпня — Пушик Степан Григорович, 74, український письменник, лауреат Шевченківської премії.
- 4 вересня — Майборода Роман Георгійович, 75, Народний артист України, лауреат Шевченківської премії.
- 19 вересня — Попович-Лабик Клара Ласлівна, 74, українська співачка (мецо-сопрано), Народна артистка України (2004).
- 21 вересня — Масол Віталій Андрійович, 89, Прем'єр-міністр України (1987—1990, 1994—1995).
- 5 жовтня — Крюкова Ніла Валеріївна, 74, українська акторка. Народна артистка України (1985). Лауреат Державної премії України ім. Т. Г. Шевченка (1989). Герой України (2008).
- 14 жовтня — Шмаров Валерій Миколайович, 74, український політик, віце-прем'єр-міністр України з питань військово-промислового комплексу (1993—1995), міністр оборони України (1994—1996).
- 16 жовтня — Базилевич Олег Петрович, 80, радянський та український футболіст і тренер.
- 20 жовтня — Поплавська Марина Францівна, 48, українська акторка (Дизель-шоу), учитель, учасниця КВН, співачка.
- 30 жовтня — Черкаський Давид Янович, 86, український режисер-мультиплікатор, художник-мультиплікатор, сценарист, Заслужений діяч мистецтв України.
- 1 листопада — Наулко Всеволод Іванович, 84, український етнограф, доктор історичних наук, професор, член-кореспондент Національної академії наук України, Заслужений працівник освіти України.
- 17 листопада:
  - Петриненко Діана Гнатівна, 88, українська співачка (сопрано), Народна артистка СРСР (1975), лауреат Державної премії України імені Т. Г. Шевченка (1972).
  - Фальц-Фейн Едуард, 106, підприємець, меценат, племінник засновника заповідника «Асканія-Нова» Фрідріха фон Фальц-Фейна.
- 22 листопада — Шовкун Віктор Йосипович, 78, український перекладач, письменник і літературний критик.
- 5 грудня:
  - Рушковський Микола Миколайович, 93, радянський і український актор театру і кіно, театральний педагог, лауреат Державної премії України ім. Тараса Шевченка (1983).
  - Захарченко Василь Іванович, 82, український письменник, лауреат Національної премії України імені Тараса Шевченка.
- 18 грудня — Ластівка Петро Трохимович, 96, український радянський актор, літератор. Заслужений артист УРСР (1972), Народний артист УРСР (1980).
- 21 грудня — Сілецький Віктор Петрович, 68, український аграрій, Герой України.